# Reg Gasnier
Pour les articles homonymes, voir Gasnier.
Pas d'image ? Cliquez ici

a Compétitions nationales et continentales officielles uniquement.

b Matchs officiels uniquement.
Reg Gasnier, né le 12 mai 1939 à Mortdale et mort le 11 mai 2014, est un ancien joueur de rugby à XIII australien évoluant au poste de centre dans les années 1950 et 1960. 
Il est considéré comme l'un des meilleurs centres de rugby à XIII de l'histoire. En 1985, il est introduit au temple de la renommée du sport australien puis en 2002, il est admis au temple de la renommée du rugby à XIII australien, il est également considéré comme l'un des sept Immortels. Il a effectué toute sa carrière aux St. George Dragons. Il a également été sélectionné en équipe d'Australie et aux New South Wales Blues. Son neveu Mark Gasnier a été également joueur de rugby à XIII et de rugby à XV.

## Palmarès
- Champion d'Australie : 1959, 1960, 1961, 1962, 1963, 1964, 1965 et 1966.
- Finaliste de la Coupe du monde : 1960.